# Tricalysia obstetrix
Espèce
Statut de conservation UICN

 VU D2 : Vulnérable
Tricalysia obstetrix N.Hallé est une espèce de plantes tropicales du genre Tricalysia de la famille des Rubiaceae.

## Distribution
Assez rare, l'espèce a été observée dans les forêts de basse ou moyenne altitude, au Cameroun, au Gabon et en République du Congo.